# Слива домашняя 'Скороспелка Красная'
Слива домашняя 'Скороспелка Красная' — частично самоплодный, зимостойкий сорт сливы домашней.

## Происхождение
Русский сорт народной селекции, предположительно сеянец 'Венгерки Обыкновенной'. В коллекции Всероссийского института растениеводства имени Н. И. Вавилова с 1926 года. Получен из бывшего питомника А. Э. Регеля и Кессельринга.

## Районирование
Введён в Государственный реестр с 1947 года по Северо-Западному региону.

## Биологическое описание
Дерево среднерослое, высотой до 3,5 метров, крона овально-шаровидной формы до 3—3,5 метров в ширину. Продолжительность жизни до 20—25 лет. Кора ствола светло-серая или светло-коричневая, гладкая или слабошероховатая. Главные ветви отходят от ствола под углом 30—50°. Кора ветвей серо-коричневая, гладкая или слабо шероховатая, продольно нерастрескивающаяся. Побеги слегка изогнутые, зеленовато-коричневатые, длиной до 30—40 см, с междоузлиями 2,5—4 см, неопушённые. Почки средние по величине, слабо прижатые или несколько отстающие от побега, коричневатые, в узле по 1-3 штуки.
Листья удлинённо-обратнояйцевидной формы, слабо вогнутые, средней величины (7—9×4—5 см), зелёные, глянцевые, сверху голые, снизу слабо опушённые вдоль центральной и боковых жилок; край листа однопильчатый, верхушка заострённая, а основание клиновидное. Черешок длиной 17—19 мм, зелёный с антоцианом и 1—2 желёзками, прилистники щитинковидные, 7—9 мм.
Цветки среднеоткрытые, лепестки широкоовальные, диаметр венчика 24—26 мм, число тычинок 23—25, рыльце пестика выше пыльников на 2—3 мм, завязь овальная, не опушена, чашечка чашевидной или бокальчатой формы, цветоножка 17—22 мм, не опушена. Цветение и плодоношение в основном сконцентрировано на двухлетней и многолетней древесине.
Плоды округло-овальной или яйцевидной формы, массой до 15—20 г, средняя длина 35 мм, средняя ширина 30 мм. Основная окраска розово-красная, покровная малиново-фиолетовая, покровная окраска занимает большую часть плода. Опушение отсутствует. Восковой налет голубоватый. Плоды неравнобокие. Верхушка немного заострённая, несколько загнутая, основание округлое, воронка средней глубины, брюшной шов развит средне. Мякоть жёлтая, на воздухе темнеет средне, зернисто-волокнистая, средней плотности и сочности. Кожица тонкая, легко снимается. Плодоножка 17—22 мм. Косточка удлинённо-яйцевидная (продолговатая), с заострённым, несколько изогнутым конусом, среднего размера (24×14×9 мм, масса 1—1,3 г), составляет 5—6 % от массы плода, шероховатая, хорошо отделяется от мякоти.
Вкус плодов удовлетворительный, кисловато-сладкий, слегка ароматный. Дегустационная оценка — 3,7 балла. Плоды содержат 8,5 % сахаров, 13,6 % сухих веществ, 2,1 % кислот, 1,08 % пектиновых веществ, 0,16 % дубильных и красящих веществ, 8,4 мг/100г аскорбиновой кислоты. Плоды созревают неодновременно, при созревании осыпаются. Используются в свежем виде и для переработки: при консервировании дают продукцию невысокого качества. В прохладном помещении плоды способны храниться до 25 дней. В благоприятные годы урожай плодов с дерева составляет 25—40 кг. Плодоносит практически ежегодно.

## В культуре
'Скороспелка Красная' цветёт во второй половине мая. Плоды созревают во второй половине августа — начале сентября (в зависимости от зоны выращивания). Порослевые растения вступают в плодоношение на 6—7, а привитые — на 3—4 год после посадки в сад. Сорт частично самоплодный. Хорошими опылителями для него считаются 'Венгерка Московская', 'Очаковская Чёрная', 'Никольская Белая', 'Ренклод Колхозный', 'Венгерка Пулковская', 'Озимая Белая', 'Ренклод Реформа'.
Сорт широко используется в селекции как материнская и отцовская форма. На его основе создано более 30 новых сортов, в том числе: 'Венгерка Северная', 'Дубовчанка', 'Волжская Красавица', 'Мирная', 'Ренклод Тамбовский', 'Искра', 'Память Тимирязева', 'Северянка', 'Рекорд' и другие.
Деревья зимостойкие — выдерживают морозы до 35-38°С. Цветковые почки менее устойчивы к морозам, особенно во второй половине зимы. Растения довольно неприхотливы, но плохо растут и плодоносят на тяжелой переувлажненной почве. Размножают сорт окулировкой и корневой порослью. Болезнями и вредителями растения поражаются незначительно (наибольший им вред наносит тля).
Укореняемость черенков 43—63 %.